# Maira aterrima
Maira aterrima là một loài ruồi trong họ Asilidae. Maira aterrima được Harmann miêu tả năm 1914. Loài này phân bố ở miền Ấn Độ - Mã Lai.